# Dom zu Pécs

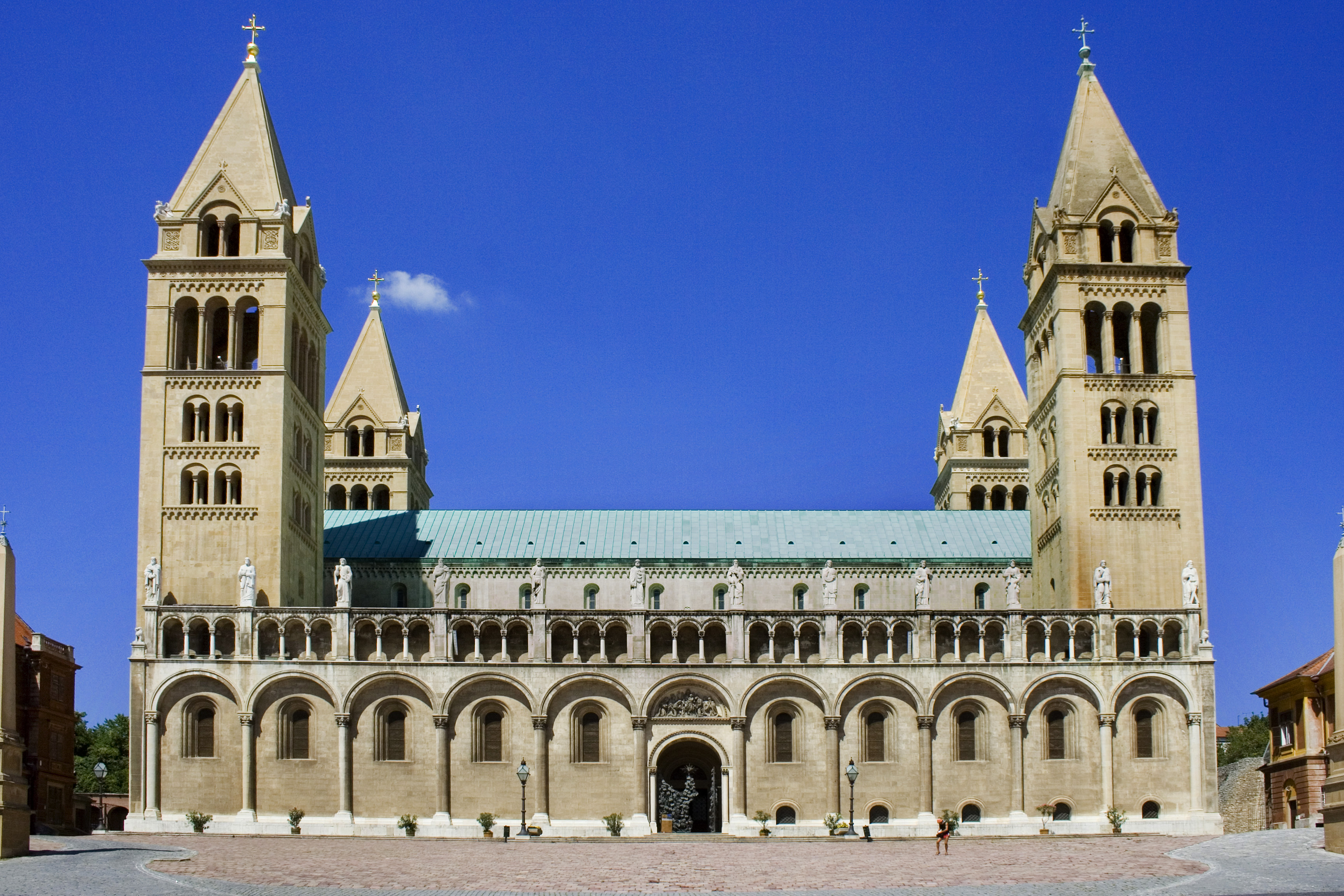
Außenansicht des Doms

Der Dom St. Peter und St. Paul zu Pécs (ungarisch Szent Péter és Szent Pál Székesegyház), kurz der Fünfkirchener Dom (Pécsi Székesegyház), ist eine römisch-katholische  Kirche in der südungarischen Stadt Pécs (deutsch Fünfkirchen) und Bischofskirche des Bistums Pécs.

## Geschichte

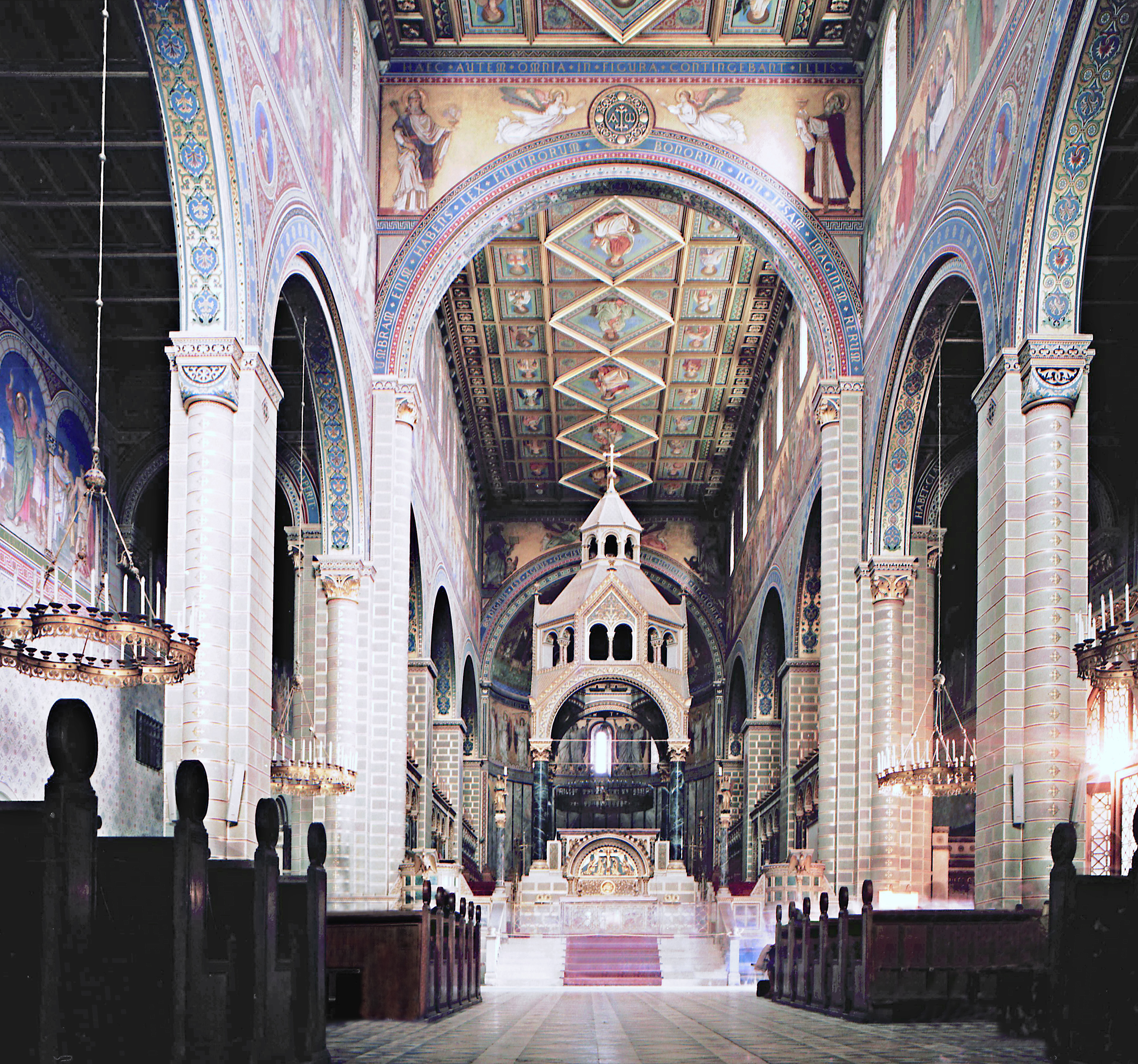
Innenansicht des Doms

Die Grundmauern der heutigen Unterkirche des Doms von Pécs stammen aus spätrömischer Zeit. Sie gehen auf das Ende des 4. Jahrhunderts zurück. Es wird vermutet, dass sich hier eine altchristliche Basilika befand, die im 8. bis 9. Jahrhundert in westlicher Richtung erweitert wurde. Zur Zeit König Stephans I. des Heiligen wurde die ursprüngliche Kirche zur Unterkirche und über ihr erhob sich der Vorläuferbau der heutigen Kathedrale. Vermutlich stammen die zwei westlichen Türme ebenfalls aus dieser Zeit. Mit den Bauarbeiten der romanischen Basilika wurde nach dem großen Brand von 1064 unter Beteiligung oberitalienischer Architekten begonnen. Im Mittelalter wurde die Kirche um zwei Türme und die gotischen Seitenkapellen erweitert. Nach Beschädigungen und Verfall während der 1543 bis 1686 dauernden Türkenherrschaft kam es zu Wiederaufbaumaßnahmen in verschiedenen Stilrichtungen.
Im Jahre 1807 wurde die Kirche nach den Entwürfen des Architekten Mihály Pollack klassizistisch umgestaltet. An der Fassade wurden die zwölf Apostelfiguren von Mihály Bartalits angebracht. Die heutige neoromanische Gestalt des Doms entstand zwischen 1882 und 1891 nach den Plänen des Wiener Dombaumeisters Friedrich von Schmidt im Zusammenhang mit dem sogenannten Millennium der magyarischen Landnahme, das 1896 mit großen Festlichkeiten begangen werden sollte. Auftraggeber des ehrgeizigen Projekts war Bischof Nándor Dulánszky, finanziert wurde es unter anderem durch die Erträge der dem Bistum gehörenden Kohlengruben im Mecsek-Gebirge. Geplant war, den „ursprünglichen“ Dom aus dem Zeitalter der Árpáden wieder zu errichten. Die Länge der Kirche beträgt 70 Meter, die Breite 22 Meter, die Höhe der Türme 60 Meter. Im Jahr 1991 verlieh Papst Johannes Paul II. der Kathedrale zusätzlich den Titel einer Basilica minor.